# Мининская (Вытегорский район)
Мининская — упразднённая в 2001 году деревня в Вытегорском районе Вологодской области России. На момент упразднения входила в состав Коштугского сельсовета. Включена в состав села Коштуги, образованного путём объединения населённых пунктов Коштугского сельсовета.  

## География
Находится в северо-западной части области, в подзоне средней тайги, на реке Мегра.

### Климат
Климат характеризуется как  умеренно-континентальный, с продолжительной зимой, короткой весной, относительно коротким, умеренно-теплым летом, продолжительной и сырой осенью.

## История
6 июня 2001 были упразднены и объединены в образованное  село Коштуги деревни Коштугского сельсовета:  Марковская, Алексеевская, Васюковская, Дудниковская, Захарьевская, Иевлевская-2, Лукинская, Люговская, Мининская  и Павловская. 